# Обдам, Аманда
Ама́нда Шарли́н Обдам (нидерл. Amanda Charlene Obdam, тайск. อแมนดา ชาร์ลีน ออบดัม; род. 17 июня 1993, Пхукет) — тайская фотомодель и актриса нидерландского происхождения, участница международного конкурса красоты «Мисс Вселенная 2020».

## Биография

### Ранние годы и образование
Аманда Обдам родилась 17 июня 1993 года в Пхукете в семье канадца нидерландского происхождения и китаянки. Получила школьное образование в Пхукете, закончив в средней школе 12 классов с глубоким изучением английского языка.
Закончив школу, Аманда поступила в Университет Торонто и окончила его с отличием в 2015 году по специальности менеджмента и делового администрирования.

### Карьера фотомодели
В 2015 году Аманда принимала участие на национальном конкурсе красоты «Мисс Таиланд Ворлд» и вошла в топ-10 финалисток. 21 апреля 2016 года выиграла региональный конкурс «Мисс Гранд Пхукет» и получила право участвовать в конкурсе «Мисс Гранд Таиланд», где она представляла Пхукет. Она вошла в 10 лучших и получила титул «Мисс Восходящая Звезда». После участия в этом конкурсе Аманда представляла Таиланд на конкурсе «Мисс Туризм Метрополитен Интернешнл 2016», который проходил в Камбодже. В этом конкурсе она одержала победу и была коронована как «Мисс Туризм Метрополитен Интернешнл».
10 октября 2020 года Аманда одержала победу на национальном конкурсе красоты «Мисс Вселенная Таиланд». Победа на национальном конкурсе позволила ей принять участие на международном конкурсе красоты «Мисс Вселенная 2020». По итогам конкурса красоты, проходившего в Холливуде, Аманда вошла в топ-10.